# Армін Фе
Армін Фе (нім. Armin Veh, нар. 1 лютого 1961, Аугсбург) — німецький футболіст, що грав на позиції . По завершенні ігрової кар'єри — тренер. Футбольний тренер року в Німеччині (2007).

## Ігрова кар'єра
Народився 1 лютого 1961 року в місті Аугсбург. Вихованець футбольної школи клубу «Аугсбург». Дорослу футбольну кар'єру розпочав 1979 року в основній команді того ж клубу, в якій того року взяв участь у 6 матчах Другої Бундесліги.
Своєю грою за цю команду привернув увагу представників тренерського штабу клубу вищого дивізіону «Боруссія» (Менхенгладбах), до складу якого приєднався 1979 року. Відіграв за менхенгладбаський клуб наступні чотири сезони своєї ігрової кар'єри. З цим клубом Фе в 1980 році досяг фіналу Кубка УЄФА, де «Боруссія» програла франкфуртському «Айнтрахту».
У 1983 році Армін Фе перейшов у швейцарський «Санкт-Галлен», але через рік повернувся в «Боруссію». У тому ж році Фе зламав ногу і змушений був завершити кар'єру в Бундеслізі.
У 1985 році він повернувся в рідне місто і знову став грати за «Аугсбург», а в липні 1987 року перейшов до другої за значимістю команди міста «Швабен» (Аугсбург), але ненадовго затримався там і в тому ж році перейшов в «Байройт», де і грав до кінця ігрової кар'єри в 1990 році.
У загальній складності Фе провів 65 матчів у Бундеслізі (забивши 3 голи) і 60 матчів у другому дивізіоні (забивши лише 1 гол).

## Кар'єра тренера
Після завершення ігрової кар'єри Фе повернувся в рідний «Аугсбург», очоливши тренерський штаб клубу. Фе тренував «Аугсбург» з 1990 по 1995 рік, вивівши в 1994 році клуб з Оберліги в більш престижну Регіональну лігу.
У 1996 році Фе очолив «Гройтер», який у 1997 році вивів у Другу Бундеслігу, але у жовтні 1997 року Армін був звільнений.
У липні 1998 року Фе очолив «Ройтлінген», який в 2000 році також дістався до Другої Бундесліги, де працював до грудня 2001 року.
3 січня 2002 року очолив перший у своїй кар'єрі клуб Бундесліги, яким стала «Ганза» з Ростока, яку він протягом двох сезонів рятував від вильоту з вищого дивізіону. У жовтні 2003 року пішов з команди з північного сходу, вирішивши більше приділяти уваги своїй сім'ї, яка проживала в південній Німеччині. Там він знову очолював рідний нижчоліговий «Айнтрахт», а після звільнення у вересні 2004 року він залишився безробітним до 2006 року.

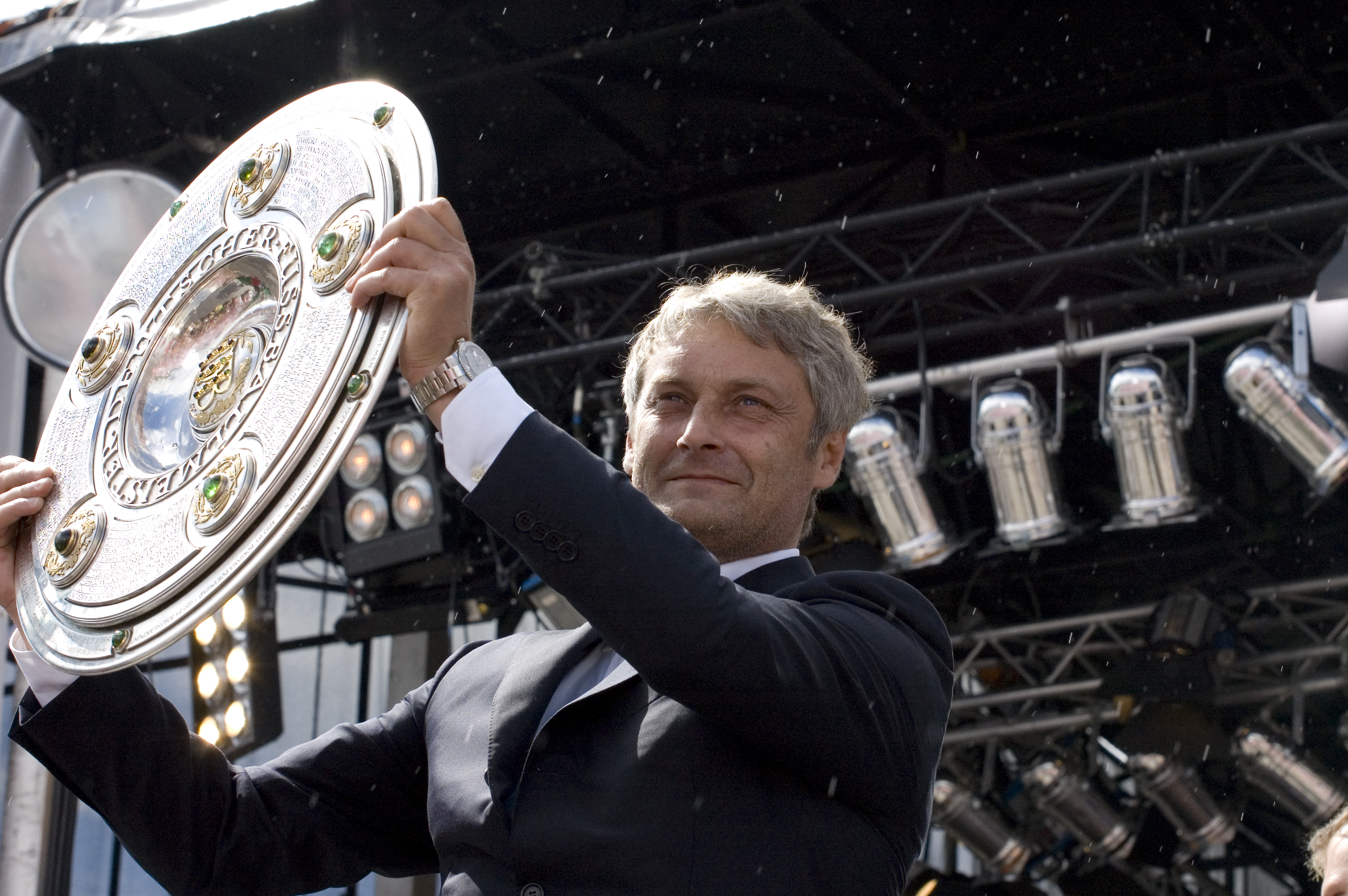
Армін Фе з трофеєм чемпіона Німеччини. 2007 рік.

11 лютого 2006 року Фе був запрошений в «Штутгарт», щоб тимчасово замінити Джованні Трапаттоні до кінця сезону. 18 квітня 2006 договір був продовжений до літа 2007 року, а 19 січня 2007 контракт продовжили ще на один рік. У травні 2007 року «Штутгарт» домігся свого найбільшого успіху, ставши чемпіоном Німеччини. Однак у сезоні 2007/08 клуб став грати помітно гірше і посів лише восьме місце, а в групі Ліги чемпіонів клуб зазнав п'ять поразок у шести іграх. 23 листопада 2008 року «Штутгарт» оголосив про розірвання контракту з Арміном Фе у зв'язку з незадовільними результатами.
23 травня 2009 року було оголошено, що в липні Фе візьме під своє керівництво клуб «Вольфсбург», який тільки що став чемпіоном Німеччини разом із Феліксом Магатом. Але вже 25 січня 2010 року Фе був звільнений з поста головного тренера «Вольфсбурга», оскільки керівництво клубу було не задоволене результатами виступів клубу — дев'ять матчів без перемог.
24 травня 2010 року Фе був призначений головним тренером «Гамбурга». Втім робота в цьому клубі теж склалася для Фе невдало. Пропрацювавши в «Гамбурзі» менше року, він був звільнений з поста головного тренера 12 березня 2011 року після розгромного програшу «Баварії» з рахунком 0:6. Після цієї поразки команда опустилася на восьму сходинку в чемпіонаті Німеччини.
Влітку 2011 року Фе став головним тренером франкфуртського «Айнтрахта», замінивши Крістофа Даума. За підсумками сезону 2011/12 клуб під його керівництвом вийшов в Бундеслігу, а його контракт був продовжений до 2013 року. У наступному сезоні «Айнтрахт» посів шосте місце в чемпіонаті і потрапив в Лігу Європи. 25 березня 2013 року Фе продовжив контракт з клубом до 2014 року. У березні 2014 року Армін оголосив, що угода продовжено не буде і влітку він покине команду.
12 травня 2014 року було оголошено про підписання контракту Фе зі «Штутгартом». Він пропрацював у клубі до 24 листопада, після чого покинув свій пост через незадовільні результати (9 очок у 12 іграх).
14 червня 2015 року Фе повернувся в «Айнтрахт», підписавши дворічний контракт з франкфуртською командою. 6 березня 2016 року клуб розірвав контракт з фахівцем після семи ігор без перемог, в результаті яких команда опинилась в зоні вильоту.
11 грудня 2017 року став спортивним директором «Кельна», підписавши контракт до 30 червня 2020 року.

## Титули і досягнення

### Як тренера
- Чемпіон Німеччини (1):

«Штутгарт»: 2006–07

### Індивідуальні
- Футбольний тренер року в Німеччині: 2007